# Посконник коноплёвый
Посконник коноплёвый (лат. Eupatorium cannabinum) — вид травянистых растений рода Посконник (Eupatorium) семейства Астровые (Asteraceae).

## Ботаническое описание

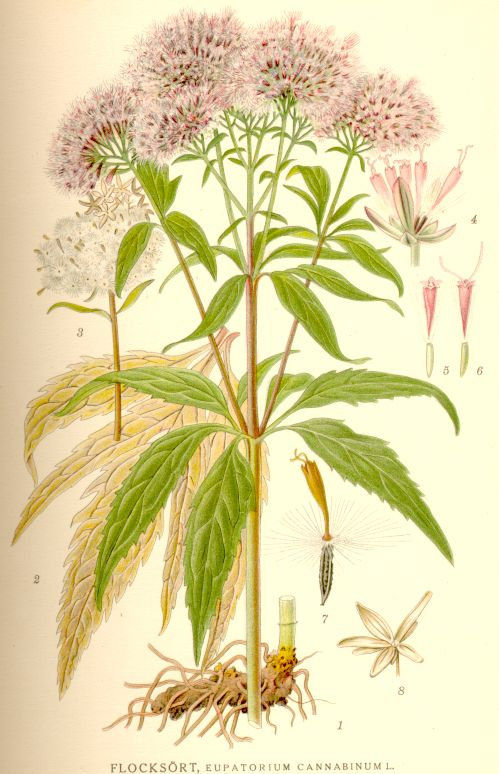

Травянистое опушенное растение с прямым ветвистым стеблем высотой 75—175 см. Стебель ребристый, густо опушенный крупными простыми 5—10-клеточными волосками, прямыми и изогнутыми. Под эпидермой в несколько слоев расположена колленхима, под ней — небольшой слой коровой паренхимы и крахмалоносное влагалище. Основную, центральную часть стебля составляет крупноклеточная паренхима сердцевины. Между сердцевиной и корой расположены сосудисто-проводящие пучки, чередующиеся с тонкостенной паренхимой. Сосудистые пучки коллатеральные, открытые, расположены равномерно по окружности стебля. Снаружи от сосудисто-волокнистых пучков расположены тяжи склеренхимы, примыкающие к флоэмной части пучка. Корневище вертикальное, короткое, слегка коническое, толстое, длиной до 4 см, толщиной 0,5—3 см, с рыхлой сердцевиной или полое с поперечными перегородками. Излом зернистый, слабоволокнистый. Корни многочисленные, длиной до 40 см и более. Цвет подземных органов желтовато-бурый.
Листья слегка пушистые, на коротких черешках, супротивные, рассечённые на 3 длиннозаострённых, ланцетных, когтевидно-пильчатых сегмента, снизу железистых. Клетки верхнего и нижнего эпидермиса листа с сильноизвилистыми тонкими стенками. Над жилками клетки эпидермиса имеют почти прямые стенки. Устьица погружённые, окруженные 5—8 клетками (аномоцитный тип), с нижней стороны более многочисленные. Верхняя и нижняя стороны листа покрыты 3—6-клеточными простыми многоклеточными волосками. На поверхности листа наблюдаются прямые и слабоизогнутые волоски, гладкие или слабобородавчатые. Основание волоска либо несколько расширенное, либо почти одной толщины с волоском. Более густое опушение наблюдается на нижней поверхности листа и вдоль жилки. Над жилками, а также по краю листа волоски коленчатоизогнутые, 5—8-клеточные, с расширенным основанием. По обеим сторонам листа имеются также округлые желёзки с бесцветным, сильнопреломляющим в отражённом свете содержимым.

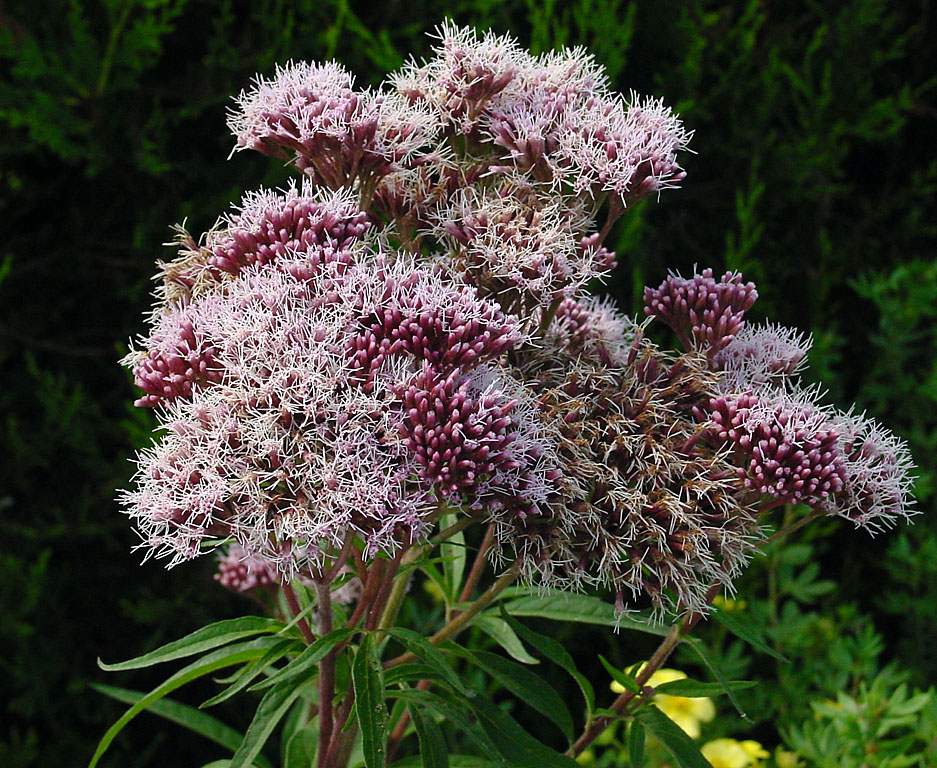
Соцветие

Черешок в основании достаточно широкий, ладьевидной формы, на верхней стороне с сильно выступающим центральным пучком. Эпидерма с простыми многоклеточными волосками, колленхима располагается сплошным слоем под эпидермой. Проводящие пучки располагаются в один слой в массе паренхимных клеток, характер их расположения повторяет форму поперечного среза черешка. Пучки отличаются размерами — центральный крупнее боковых, но однотипны по строению.
Цветки розовые, обоеполые, трубчатые, с двумя длинными нитевидными долями столбика пестика, собраны по 4—6 в корзинки на верхушке стебля, корзинки, в свою очередь, образуют щитковидно-метельчатое соцветие. Цветоложе голое. Эпидерма чашелистиков состоит из прямых тонкостенных клеток, в основном прямоугольной формы с оранжевыми округлыми хлоропластами. Встречаются устьица аномоцитного типа, а также простые многоклеточные волоски. Тычинок 5; пыльца круглой формы, поверхность мелкозернистая. Завязь нижняя, одногнездная, густо опушена зазубренными волосками, с одним столбиком и с двухраздельным рыльцем. Лопасти столбика длинные, тупые. Плоды — семянки с хохолком из одного ряда одинаковых по длине простых зазубренных волосков. Семянка коричневая, удлинённая, без носика, с 5 ребрышками. Цветёт во второй половине лета.

## Классификация

### Таксономия[2]
Eupatorium cannabinum L., 1753, Sp. Pl. : 838
Вид Посконник коноплёвый относится к роду Посконник семейства Астровые (Asteraceae) порядка Астроцветные (Asterales). Кладограмма в соответствии с Системой APG IV:
|  |                                      |  |                                   |                                   |                    |  | ещё 10 семейств | ещё 10 семейств |                      |  |  |  | еще 75 подтвержденных и 238 в статусе "непроверенных" видов и инфравидовых таксонов |
|  |                                      |  |                                   |                                   |                    |  | ещё 10 семейств | ещё 10 семейств |                      |  |  |  | еще 75 подтвержденных и 238 в статусе "непроверенных" видов и инфравидовых таксонов |
|  |                                      |  |                                   | порядок Астроцветные              |                    |  |                 |                 | род Посконник        |  |  |  |                                                                                     |
|  |                                      |  |                                   | порядок Астроцветные              |                    |  |                 |                 | род Посконник        |  |  |  |                                                                                     |
|  | отдел Цветковые, или Покрытосеменные |  |                                   |                                   | семейство Астровые |  |                 |                 | Посконник коноплёвый |  |  |  |                                                                                     |
|  | отдел Цветковые, или Покрытосеменные |  |                                   |                                   | семейство Астровые |  |                 |                 |                      |  |  |  |                                                                                     |
|  |                                      |  | ещё 63 порядка цветковых растений | ещё 63 порядка цветковых растений |                    |  |                 | ещё 1804 рода   | ещё 1804 рода        |  |  |  |                                                                                     |
|  |                                      |  |                                   | ещё 63 порядка цветковых растений |                    |  |                 |                 | ещё 1804 рода        |  |  |  |                                                                                     |

### Синонимы
- Chone heterophylla  Dulac
- Chrone heterophylla  Dulac
- Cunigunda vulgaris  Bubani
- Eupatorium argenteum  wallich
- Eupatorium cannabifolium  Salisb.
- Eupatorium cannabinum var. cannabinum
- Eupatorium cannabinum var. syriacum  (Jacq.) Boiss.
- Eupatorium corsicum  Req. ex Loisel.
- Eupatorium lambertianum  wallich
- Eupatorium lindleyanum  F.Muell.
- Eupatorium soleirolii  Loisel.
- Eupatorium suaveolens  wallich
- Eupatorium viscosum  wallich
- Eupatorium wallichii var. heterophyllum  (DC.) Diels
- Mikania longicaulis  wallich